# The Bitter Selfcaged Man
The Bitter Selfcaged Man är det andra studioalbumet av det svenska death metal-bandet Divine Souls. Albumet gavs ut år 2002 av det italienska skivbolaget Scarlet Records.

## Låtlista
1. "When Life Slips Away" – 3:39
2. "Grief" – 3:25
3. "Simply Shattered" – 4:12
4. "Silhouette" – 4:12
5. "Divided" – 3:43
6. "Bleed" – 3:18
7. "Bitter Selfcaged Man" – 3:37
8. "Empty Words" – 4:15
9. "Last Season in Sin" – 4:08
10. "Elysian Emerald" – 3:52